# Crayola
Крайола — бренд художественных изделий, принадлежащий компании Crayola LLC, основанной в 1885 году под именем Binney & Smith. Основная продукция — восковые мелки. Также выпускаются карандаши, маркеры, «волшебные фломастеры», акварельные краски, раскраски и другие изделия для творчества. Продукция этого бренда не ядовита и безопасна для детей.

## История
История компании начинается с переработки древесного угля, которой занимался Джозефф Бинни в 1864 году. В 1885 году управление компанией перешло к сыну Джозеффа Эдвину и племяннику Гарольду Смиту. Они переименовали компанию в Binney & Smith и перешли к производству промышленных красителей. В 1900 году на новом заводе в городе Истон (штат Пенсильвания), компания начинает производить школьные принадлежности, в частности, карандаши и мелки. В 1902 году первые «непыльные» мелки производства Binney & Smith получают золотую медаль на выставке St. Louis World.
В 1903 году компания начинает производство набирающих популярность восковых мелков. Первая коробка содержит мелки 8 цветов. В этом же году, благодаря жене Эдвина, компания получает новое название Крайола (от фр. craie — мел и oleaginous — маслянистый, жирный). В 1920 году компания включает в свой ассортимент мелки и краски для учащихся художественных заведений. Эта продукция выпускается под маркой «Artista».
В 1936 году компания открывает Институт Ремесла, где разрабатываются материалы для художников, производимые из безопасного сырья.
В 1948 году Крайола представляет на рынок 48-цветный набор карандашей, а в 1958 году — 64-цветный. В 1977 году Крайола приобретает игрушечный бренд «Silly Putty». В 1978 году Крайола представляет фломастеры, а в 1984 году компанию покупает компания «Hallmark Cards», производящая открытки. В 1987 году появляются пальчиковые краски. А через пять лет компания полностью обновляет ряд цветных карандашей и ручек, добавляя новые цвета.

## Восковые мелки
Упаковки с наборами восковых мелков сходны с упаковками цветных карандашей, но имевшие странные оттенки и странные названия этих оттенков. В коробке бывает от 2 до 250 цветов. Чаще всего количество цветов в продающихся в розницу упаковках кратно восьми — на текущий момент продаются наборы из 8, 16, 24, 32, 48, 64, 96 и 120 мелков. Также выпускаются коробки по 152 мелка.

### Цвета
По мере того, как рос размер упаковок восковых мелков Крайола, начиная с восьми штук, множилось и количество оттенков — в 1998 году продавалось 120 стандартных цветов.
С 1990 года новые цвета заменяют существующие. Всего с производства было таким образом снято тринадцать цветов: голубо-серый, лимонно-жёлтый, оранжево-жёлтый, оранжево-красный, фиолетово-голубой, бледно-жёлтый, зелёно-голубой, умбра, чертополоховый, снежно-голубой, шелковичный, циан и магический мятный.